# Wełnianka

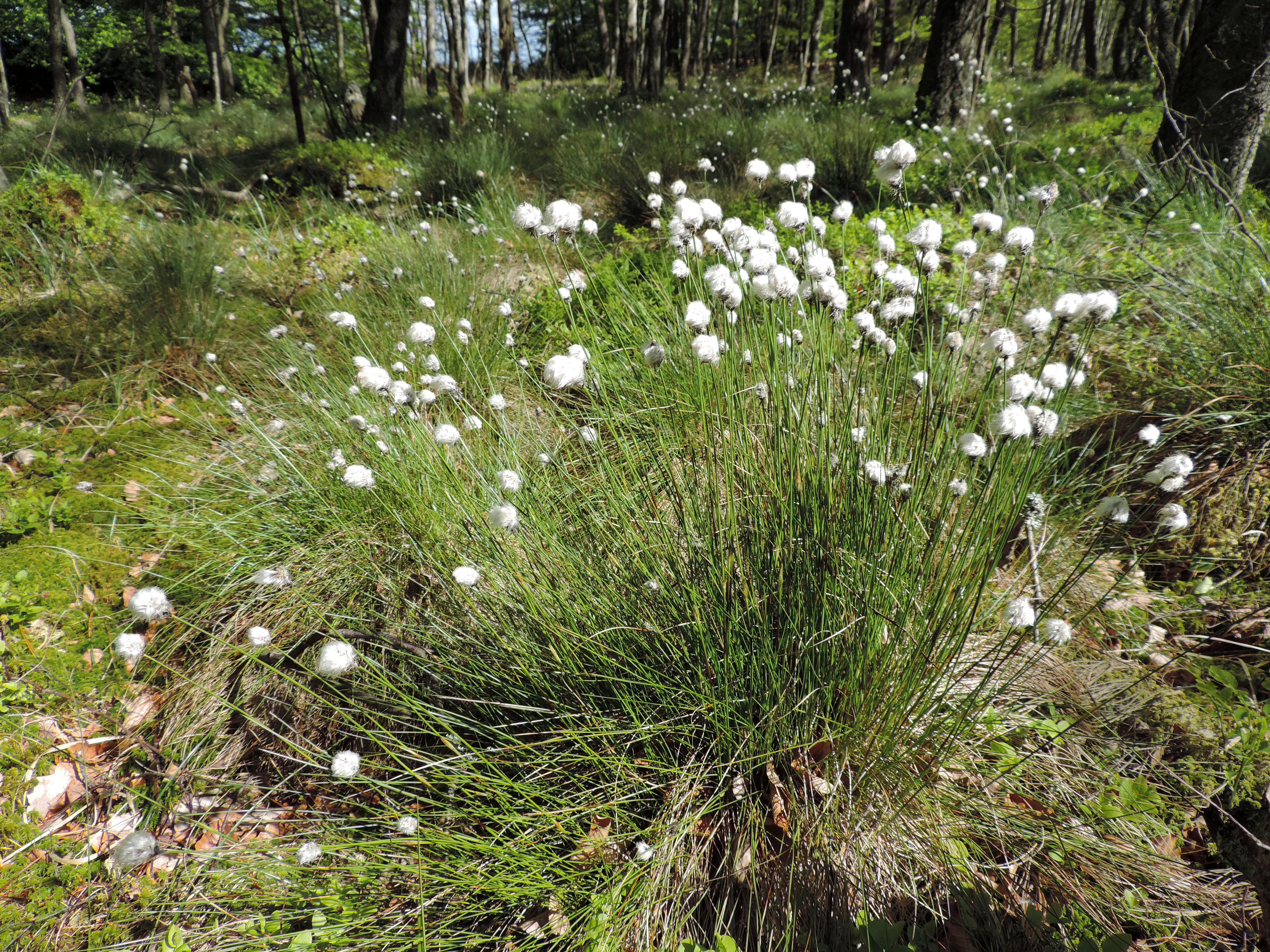
Wełnianka pochwowata

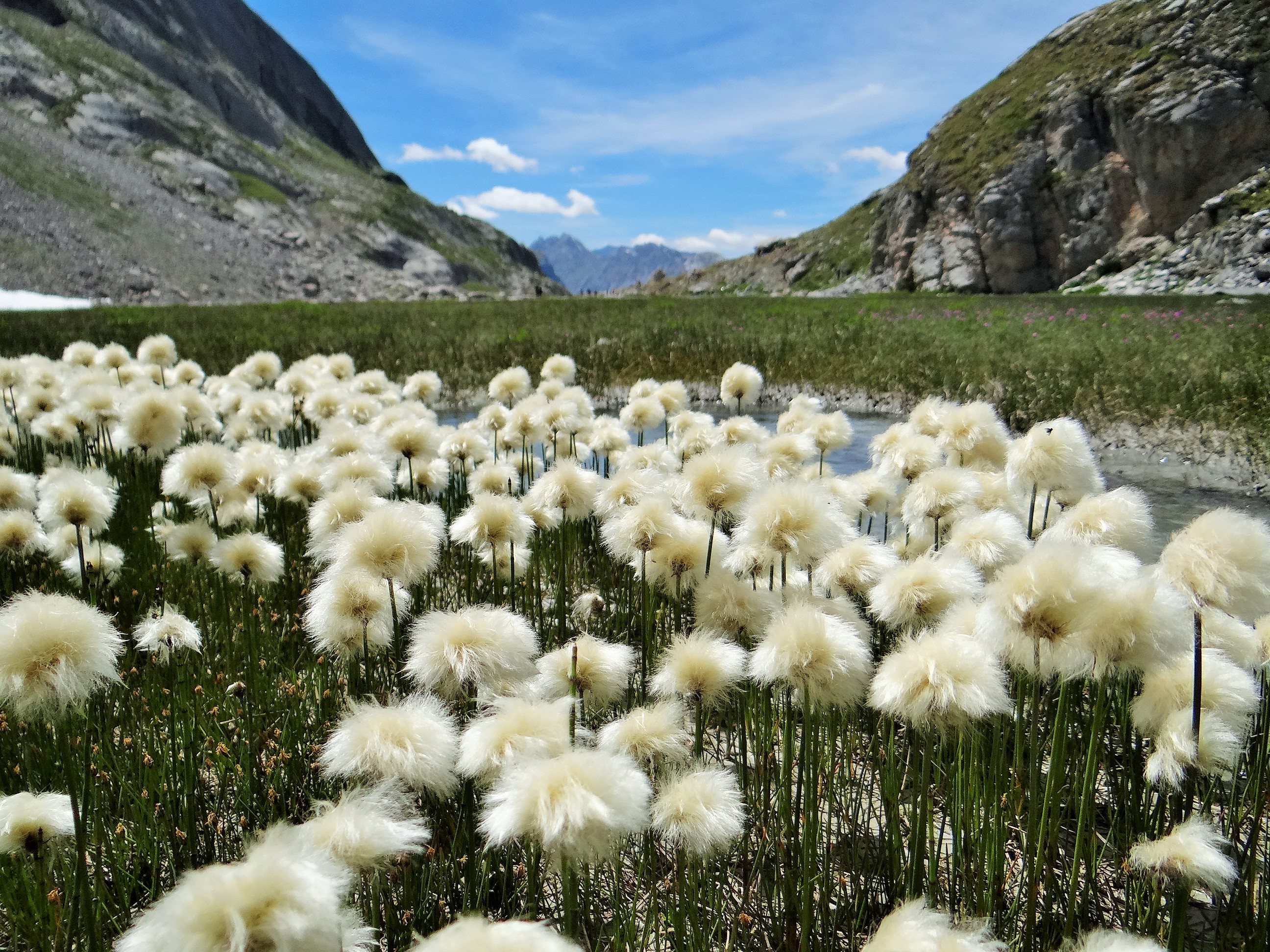
Wełnianka Scheuchzera

Wełnianka (Eriophorum) – rodzaj roślin należący do rodziny ciborowatych. Należy tu około 25 gatunków występujących głównie w strefie klimatu chłodnego i arktycznego oraz na terenach górskich półkuli północnej. Do polskiej flory należą cztery gatunki: wełnianka delikatna (E. gracile), pochwowata (E. vaginatum), szerokolistna (E. latifolium) i wąskolistna (E. angustifolium).

## Morfologia
Rośliny zielne, byliny, kłączowe. łodygi trójkanciaste lub obłe. Liście odziomkowe i łodygowe, przy czym liście łodygowe wykształcone nierzadko jako pozbawione blaszki liściowej pochwy liściowe. Języczek liściowy obecny. Liście wąskie, rynienkowate lub spłaszczone, do 4 mm szerokości i 25 cm długości. Kwiatostan szczytowy, w postaci pojedynczego kłosa lub kilku kłosów (zwykle do 10) zebranych w rozrzutkę. Kwiaty obupłciowe, Okwiat trwały u wielu gatunków wykształcony w postaci (8–)10–25 włosków, wydłużających się podczas owocowania. Znamion słupka 3.

## Systematyka
Synonimy taksonomiczne
Linagrostis Guettard, Plumaria Heister ex Fabricius 
Pozycja systematyczna według Angiosperm Phylogeny Website (aktualizowany system APG IV z 2016)
Rodzaj należy do rodziny ciborowatych (Cyperaceae) z rzędu wiechlinowców (Poales) stanowiącego jeden z kladów jednoliściennych (monocots). W obrębie rodziny należy do plemienia Scirpeae w obrębie podrodziny Cyperoideae.
Wykaz gatunków
- Eriophorum angustifolium Honck. – wełnianka wąskolistna
- Eriophorum × beringianum Raymond
- Eriophorum brachyantherum Trautv. & C.A.Mey.
- Eriophorum callitrix Cham. ex C.A.Mey.
- Eriophorum chamissonis C.A.Mey.
- Eriophorum churchillianum Lepage
- Eriophorum comosum (Wall.) Nees
- Eriophorum crinigerum (A.Gray) Beetle
- Eriophorum × fellowsii (Fernald) M.S.Novos.
- Eriophorum gracile Koch – wełnianka delikatna
- Eriophorum × gracilifolium M.S.Novos.
- Eriophorum humile Turcz.
- Eriophorum latifolium Hoppe – wełnianka szerokolistna
- Eriophorum × medium Andersson
- Eriophorum microstachyum Boeckeler
- Eriophorum × polystachiova ginatum Beauverd
- Eriophorum porsildii Raymond
- Eriophorum × pylaieanum Raymond
- Eriophorum × rousseauianum Raymond
- Eriophorum scabriculme (Beetle) Raymond
- Eriophorum scheuchzeri Hoppe – wełnianka Scheuchzera
- Eriophorum tenellum Nutt.
- Eriophorum tolmatchevii M.S.Novos.
- Eriophorum transiens Raymond
- Eriophorum vaginatum L. – wełnianka pochwowata
- Eriophorum virginicum L.
- Eriophorum viridicarinatum  (Engelm.) Fernald